# Fadet commun
Pour les articles homonymes, voir Procris.
Coenonympha pamphilus
Espèce
Le Fadet commun ou Procris (Coenonympha pamphilus) est une espèce de lépidoptères (papillons) paléarctiques appartenant à la famille des Nymphalidae, à la sous-famille des Satyrinae et au genre Coenonympha.

## Description
Ce petit papillon de couleur ocre clair à marron clair présente d'importantes variations suivant les sous-espèces et les colonies. Le dessus, ocre, présente un ocelle noir cerclé de clair et centré par un point blanc à l'apex des antérieures. Il peut, dans certaines variations, présenter une bordure foncée.

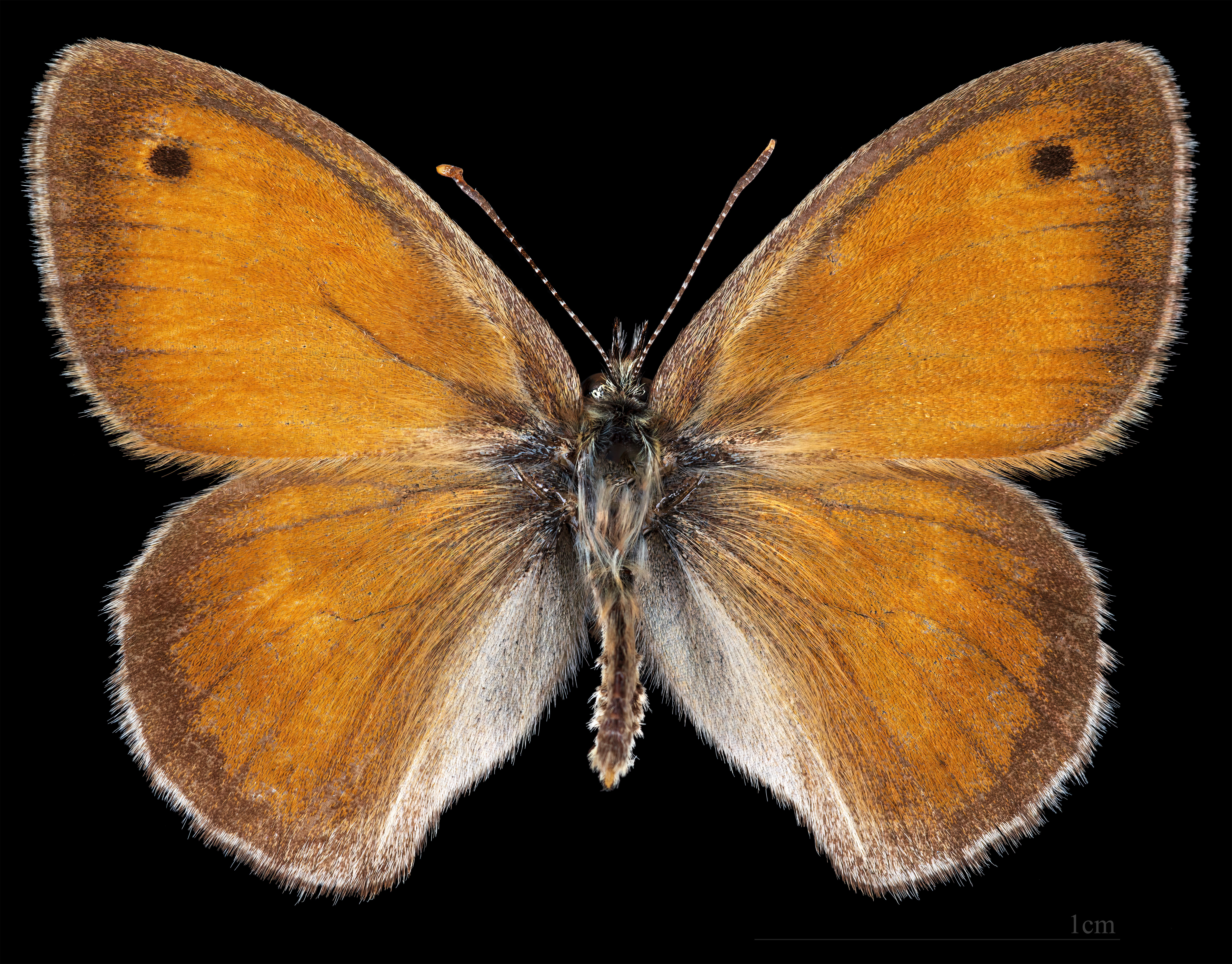
Coenonympha pamphilus ♂  MHNT
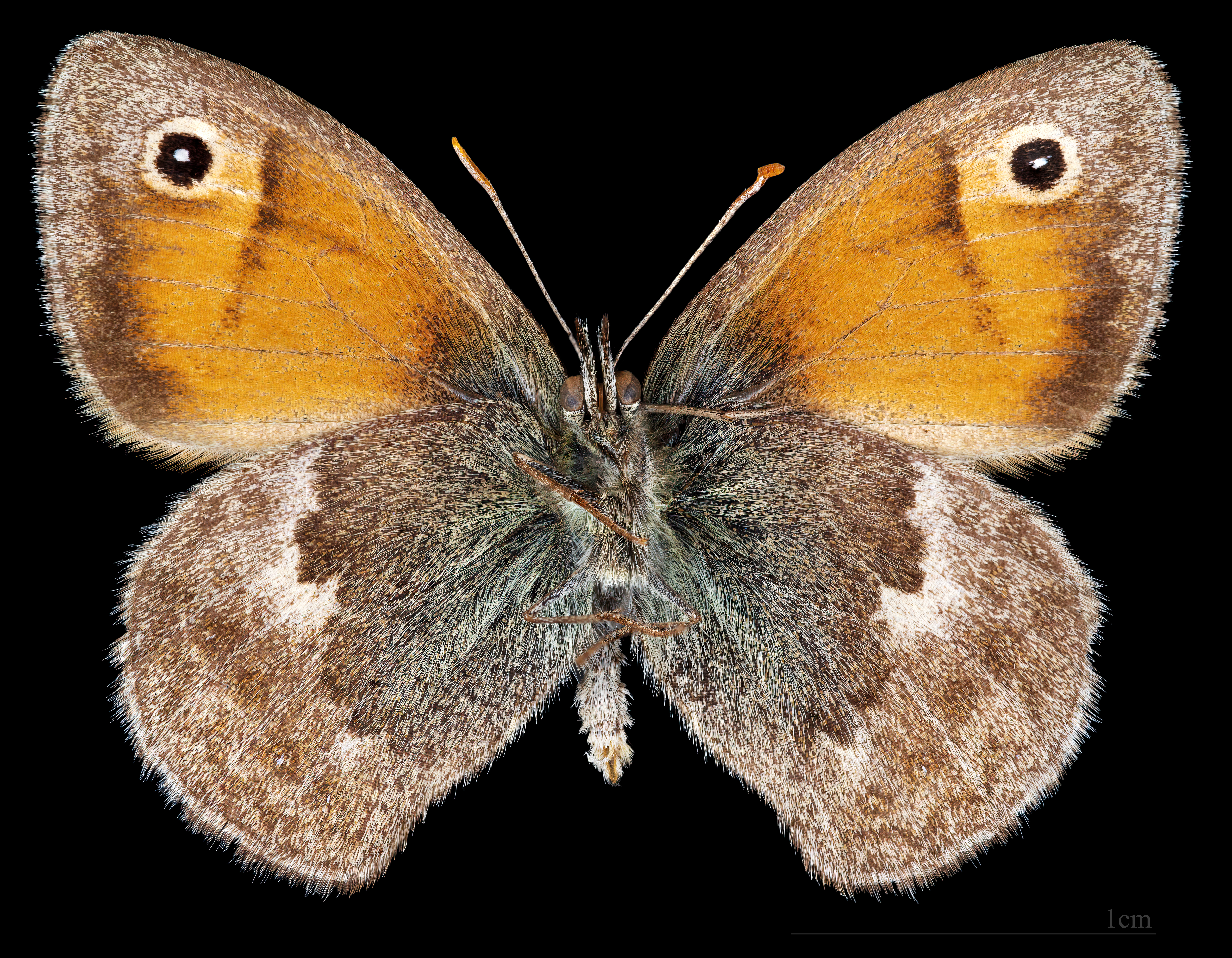
Coenonympha pamphilus ♂ △

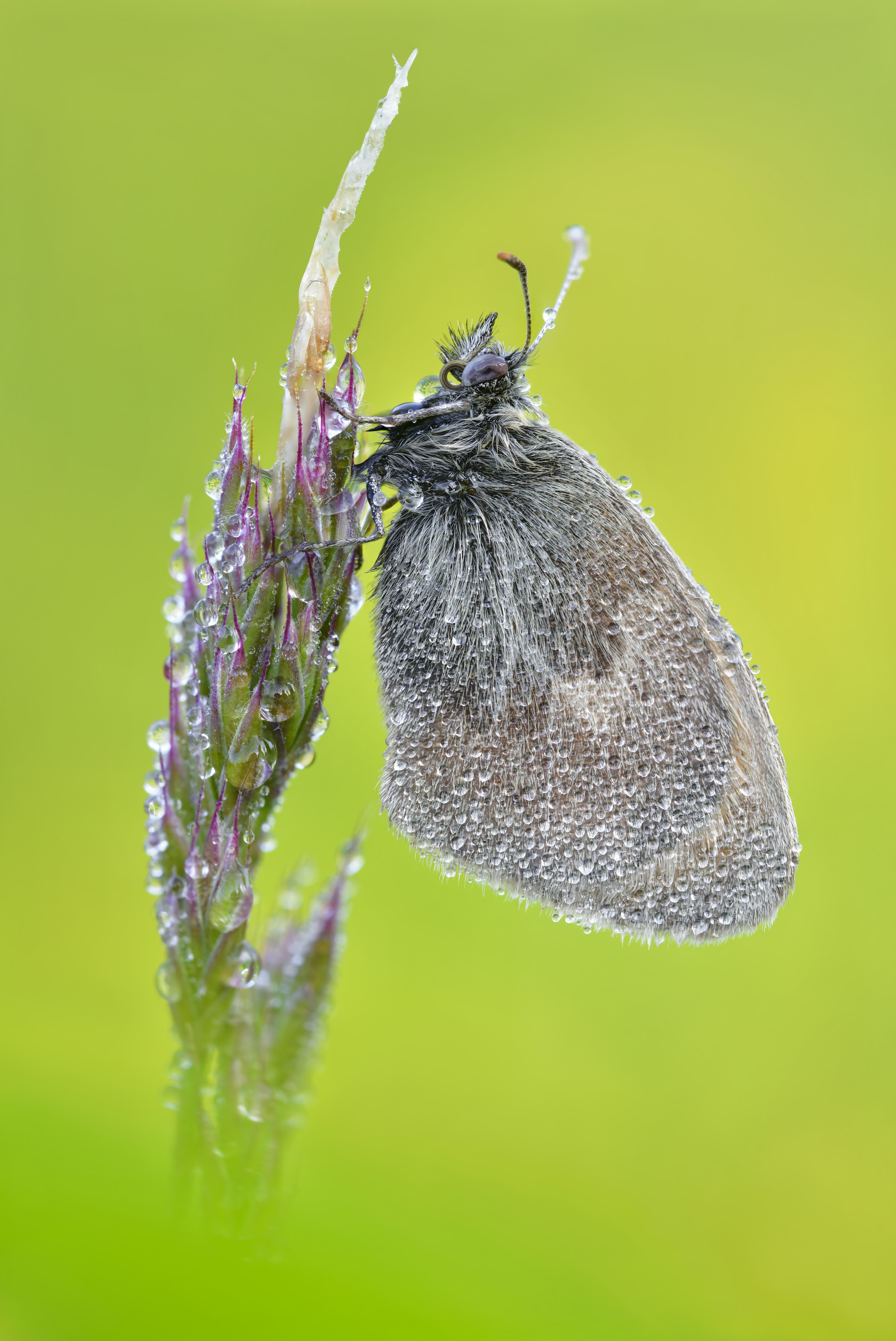
Un fadet commun

Le revers aux antérieures généralement de couleur ocre, présente le même ocelle à l'apex, alors que les postérieures de couleur grisâtre à marron présentent une ligne d'ocelles vestigiaux très réduits ou absents.

## Biologie

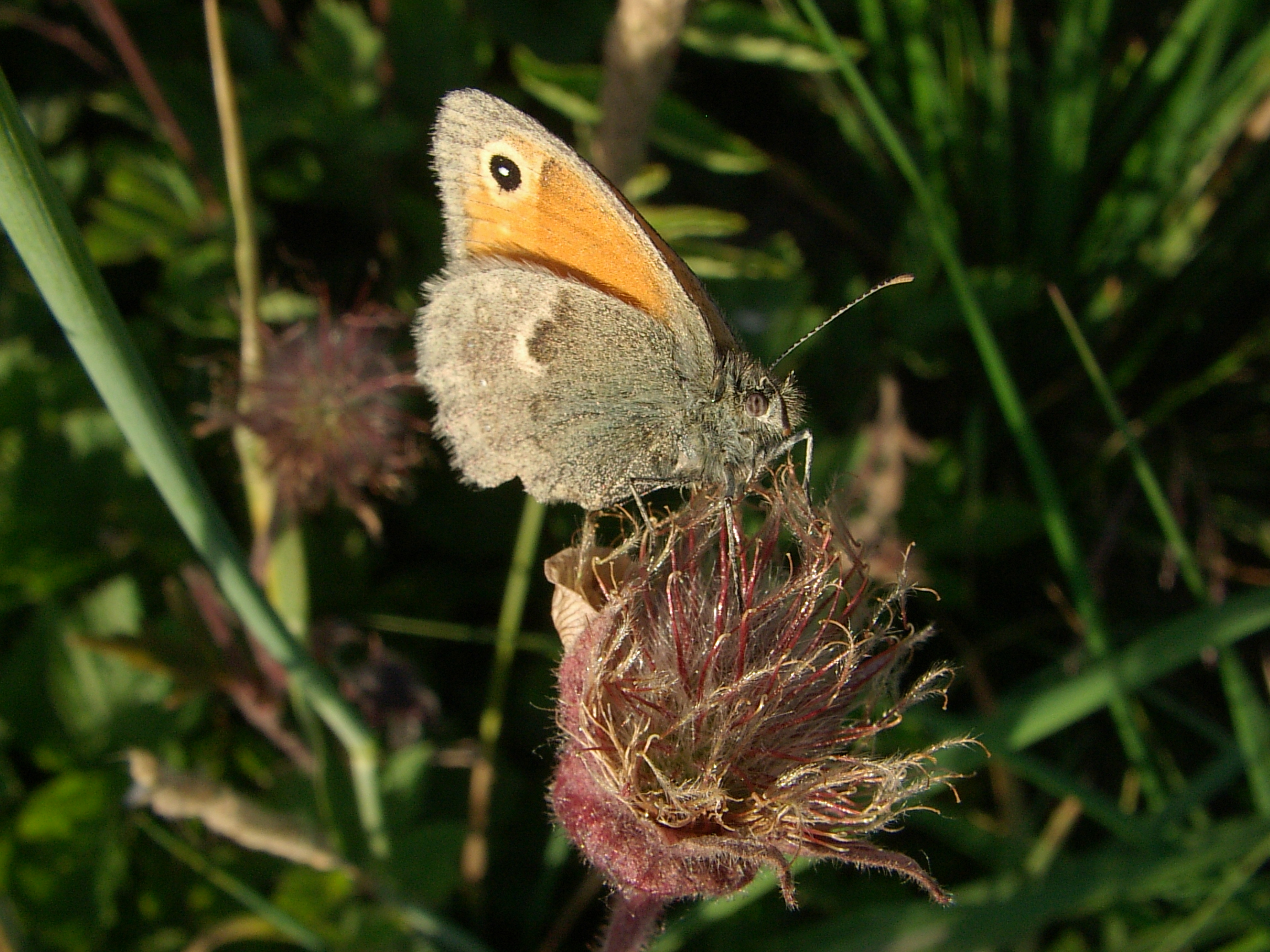
Coenonympha pamphilus

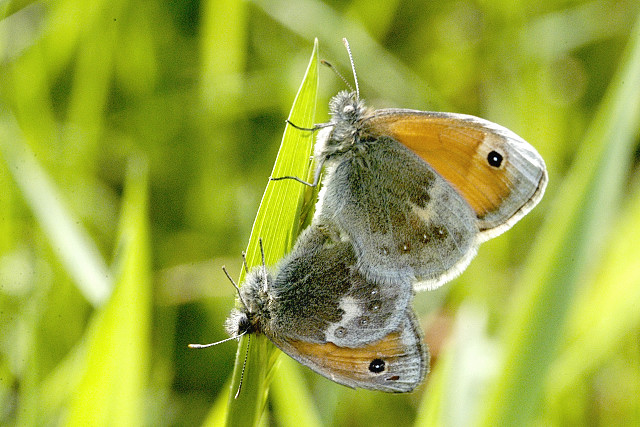
Accouplement

### Période de vol et hivernation
Il hiverne à l'état de chenille, et ce sont des chenilles de toutes les générations qui peuvent hiverner.
Il vole en plusieurs générations, de février à novembre, leur nombre et la date d'émergence varient suivant la localisation de sa résidence.

### Plantes hôtes
Ses plantes hôtes sont diverses poacées (graminées) : Poa annua, Festuca ovina, Festuca rubra, Anthoxanthum odoratum, Cynosurus cristatus, Dactylis glomerata, Nardus stricta, Deschampsia caespitosa, Deschampsia flexuosa,.

## Écologie et distribution
Il est présent en Afrique du Nord, dans toute l'Europe continentale, Turquie, Moyen-Orient, le nord et le centre de l'Asie.
En Europe il est présent partout sauf dans certaines îles, Shetland, Orcades, Canaries, Açores, Madère, et Crête.
En France métropolitaine il est présent dans tous les départements.

### Biotope
Il réside dans les lieux herbus, prairies et friches jusqu'à 1 800 mètres.

## Systématique
L'espèce Coenonympha pamphilus a été décrite par le naturaliste suédois Carl von Linné en 1758, sous le nom initial de Papilio pamphilus.
La localité type est la Suède.

### Synonymie
- Papilio pamphilus Linnaeus, 1758 Protonyme
- Papilio lyllus Esper, 1805[6]

### Noms vernaculaires
Le Fadet commun, Procris, Petit papillon des foins ou Pamphile se nomme Small Heath en anglais, Wiesenvögelchen ou Kleiner Heufalter ou Kälberauge en allemand et Nispola en espagnol.

### Taxinomie
Liste des sous-espèces
- Coenonympha pamphilus lyllus (Esper, 1806) — le Fadet punique.
- Coenonympha pamphilus marginata Heyne, 1894
- Coenonympha pamphilus fulvolactea Verity, 1926
- Coenonympha pamphilus centralasiae Verity, 1926
- Coenonympha pamphilus infrarasa Verity, 1926
- Coenonympha pamphilus juldusica Verity, 1926
- Coenonympha pamphilus ferghana Stauder, 1924
- Coenonympha pamphilus nitidissima Verity, 1924
- Coenonympha pamphilus asiaemontium Verity, 1924[3].

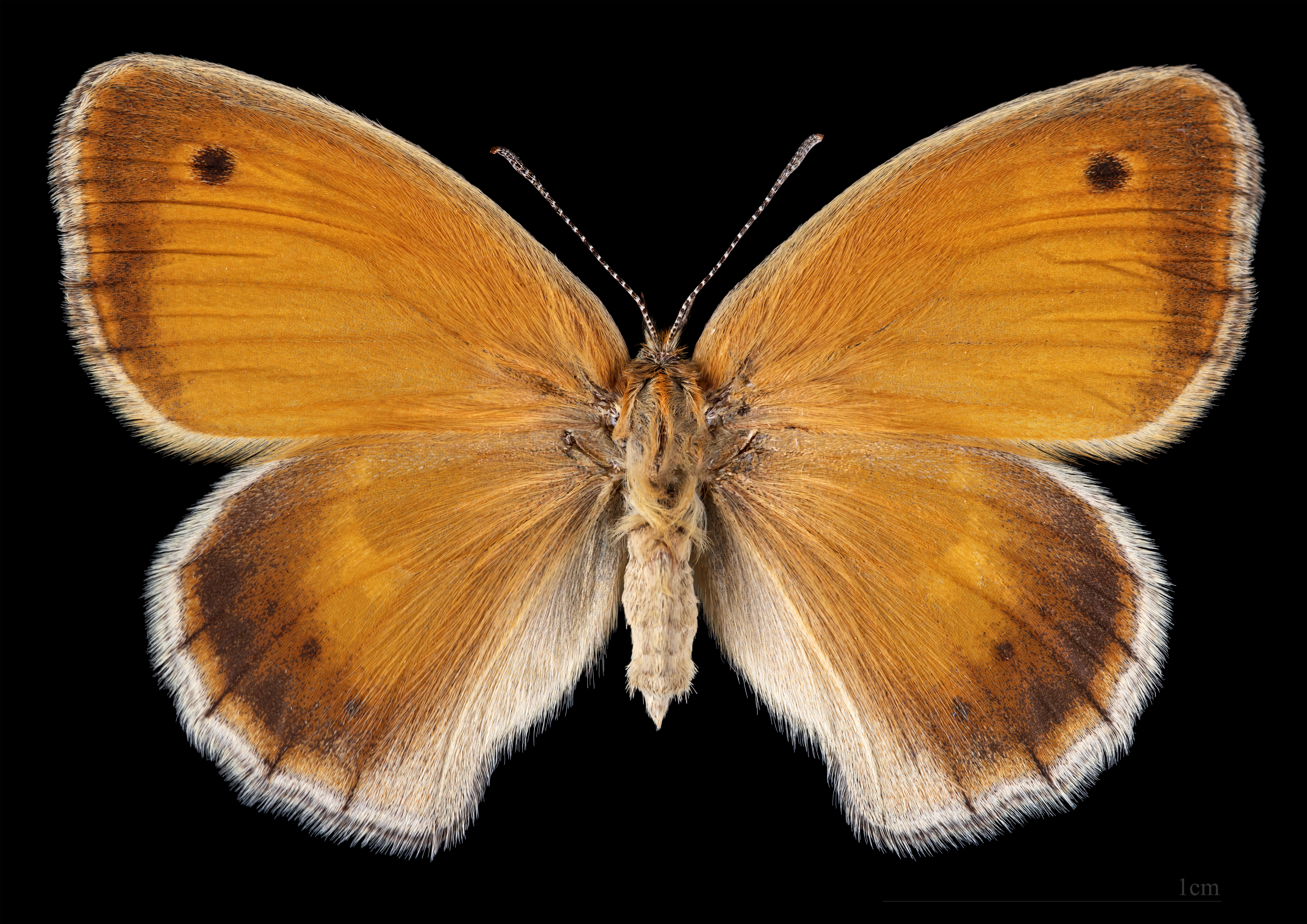
Coenonympha pamphilus marginata ♀
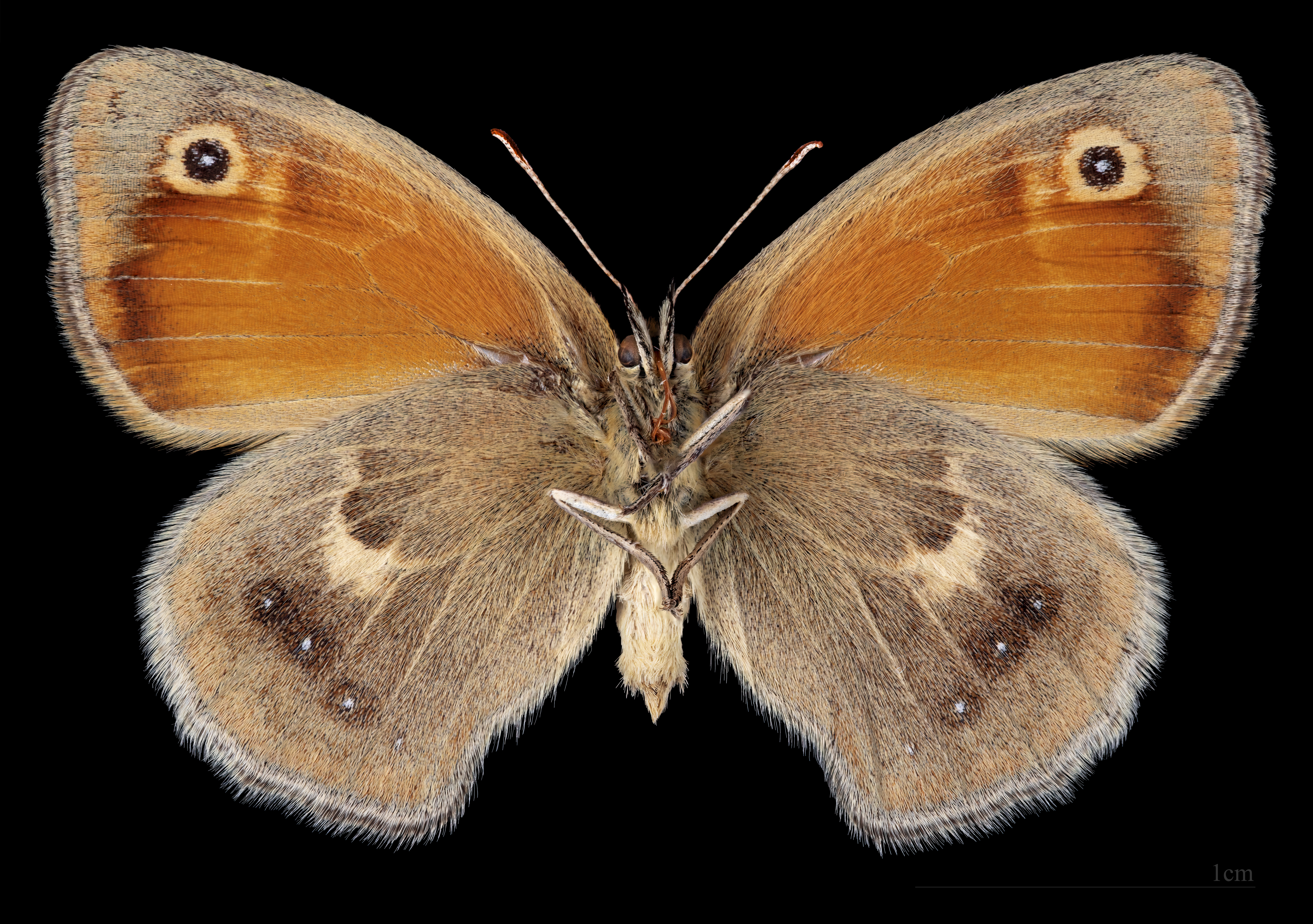
Coenonympha pamphilus marginata ♀ △

## Le Fadet commun et l'Homme

### Protection
Il ne bénéficie pas de statut de protection particulier.